# 나카군 (사이타마현)

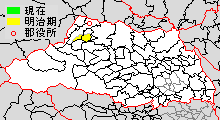
사이타마현 나카군의 범위

나카군(那珂郡)은 7세기 무렵부터 1896년까지  무사시국·사이타마현에 있던 군이다.

## 군역
현재의 행정 구역 상 아래 지역에 해당한다.
- 혼조시(일부)
- 고다마군 미사토정(일부)

## 역사

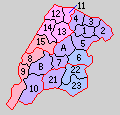
21.아키히라촌 22.마쓰히사촌 23.오사와촌 1~10은 고다마군 11~15는 나카군

- 1879년 3월 17일 - 군구정촌 편제법이 시행되어 나카군(那珂郡)이 발족.
- 1889년 4월 1일 - 정촌제 시행으로, 아래 촌이 발족. (3촌)
  - 아키히라촌(秋平村): 현 혼조시
  - 마쓰히사촌(松久村): 현 고다마군 미사토정
  - 오사와촌(大沢村): 현 고다마군 미사토정
- 1896년 4월 1일 - 고다마군·가미군·나카군의 구역을 합쳐, 새로이 고다마군(児玉郡)이 발족. 나카군을 폐지하다.